# فيليب غروس
فيليب غروس (بالإنجليزية: Philip Gross)‏ هو شاعر بريطاني، ولد في 1952 في دلبل في المملكة المتحدة.